# Ommata nigriventris
Ommata nigriventris är en skalbaggsart som beskrevs av Julius Melzer 1935. Ommata nigriventris ingår i släktet Ommata och familjen långhorningar. Inga underarter finns listade i Catalogue of Life.